# Peter Tippett
Pour les articles homonymes, voir Tippett.
Peter Tippett est reconnu comme étant le premier développeur d'un logiciel antivirus, « Vaccine », revendu en 1992 à Symantec et rebaptisé à cette occasion Norton AntiVirus. Il est également à l'origine d'un système de retour en arrière lors d'une anomalie, qu'on appelle aujourd'hui Recovery Disk.
Né en 1953 à Dearborn, Michigan, il était urgentologue et avec sa compagnie de logiciel, Certus International Corp. il s'intéresse à la façon dont le virus se propage par similitude avec les virus des humains, en particulier Lehigh.
Embauché par Symantec avec son logiciel, il deviendra en 2000 un expert du virus I LOVE YOU.